# Guy Ignolin
Guy Ignolin (Vernou-sur-Brenne, 14 november 1936 - Perros-Guirec, 15 december 2011) was een Frans wielrenner.

## Belangrijkste overwinningen
1960
- Circuit d'Auvergne

1961
- Circuit d'Auvergne
- 10e etappe Tour de France

1962
- Circuit d'Auvergne
- 1e etappe GP Fourmies
- 2e etappe deel B GP Fourmies
- Eindklassement GP Fourmies

1963
- 11e etappe Tour de France
- 14e etappe Tour de France
- 6e etappe La Vuelta
- 15e etappe La Vuelta

1965
- Boucles de l'Aulne

1968
- Eindklassement Ruban Granitier Breton

## Resultaten in voornaamste wedstrijden
| Jaar | Ronde van Italië | Ronde van Frankrijk | Ronde van Spanje |
| ---- | ---------------- | ------------------- | ---------------- |
| 1961 |                  | 59e (1)             | opgave           |
| 1962 |                  | 78e                 |                  |
| 1963 |                  | 37e (2)             | 38e (2)          |
| 1964 | 74e              |                     |                  |
| 1965 |                  |                     | opgave           |
| 1967 |                  | buiten tijd         |                  |

| Jaar | Parijs-Tours |  | WK op de weg |
| ---- | ------------ |  | ------------ |
| 1961 | 27e          |  |              |
| 1962 |              |  |              |
| 1963 | 15e          |  | 17e          |
| 1964 | 54e          |  |              |
| 1965 | 34e          |  |              |
| 1967 |              |  |              |